# Adriano Fonseca Filho
Adriano Fonseca Filho (Ponte Nova, 18 de dezembro de 1945 - Araguaia, 3 de dezembro de 1973) foi um militante do Partido Comunista do Brasil (PCdoB), e guerrilheiro integrante da Guerrilha do Araguaia, movimento que ocorreu entre o fim da década de 1960 e começo da década de 1970, na região amazônica brasileira, ao longo do Rio Araguaia.
É um dos casos investigados pela Comissão Nacional da Verdade (CNV), um colegiado organizado pelo governo do Brasil para apurar mortes e desaparecimentos ocorridos durante a ditadura militar brasileira.

## Biografia
Adriano Fonseca Filho nasceu no dia 18 de dezembro de 1945, em Ponte Nova, Minas Gerais. Filho de Adriano Fonseca e de Zely Eustáquio Fonseca, Adrianinho, como era conhecido, tinha 1,96 metros de altura.
Seu avô, Alexandre Fonseca, foi pioneiro da grande indústria de Ponte Nova. Tendo adquirido a Fundição Progresso, a ampliou, com a ajuda dos filhos, até fazer desta uma das maiores indústrias de toda a região.
Seu pai, Adriano Fonseca, além de ser o diretor nas empresas da família, se aventurou no jornalismo e foi militar na político partidária local. Como Getulista, se filiou ao Partido Trabalhista Brasileiro (PTB) desde o momento de sua criação, em 1945, chegando, inclusive, a compor o Diretório Regional do partido. Em decorrência do bipartidarismo, ingressou no Movimento Democrático Brasileiro (MDB), o qual foi presidente em 1972.
Adriano foi estudar no Rio de Janeiro, depois de realizar os estudos do primário e secundário em Minas Gerais (MG). Aprovado no vestibular, cursava Filosofia na Universidade Federal do Rio de Janeiro (UFRJ) antes de adentrar na vida política. No Rio, pelas portas do Movimento Estudantil, ingressou no Partido Comunista do Brasil (PCdoB). Se destacou por ser um militante ativo e foi um dos fundadores da União da Juventude Patriótica. Continuou a militar pelos direitos estudantis até o decreto do Ato Institucional N°5 em 1968, e aumento da repressão, quando teve que começar a viver clandestinamente.
Transferido pelo partido para a área rural, integrou-se à Guerrilha do Araguaia em abril de 1972, no começo das operações militares contra os guerrilheiros. Estabeleceu-se na Gameleira, área base do Destacamento B da guerrilha, sob o comando de Osvaldo Orlando da Costa, 'Osvaldão', recebendo o codinome 'Chico', nas mesmas fileiras em que se encontrava José Genoíno Neto, ex-presidente do Partido dos Trabalhadores (PT). Como outros companheiros de guerrilha, não tinha treinamento militar. Estava, na verdade, em uma aventura suicida, realizando seu sonho.
Adriano Fonseca Filho, ao que tudo indica, não chegou nem a participar da "guerrilha urbana".

## Morte
Acampando junto de outros companheiros em um local conhecido como Grota do Nascimento, em novembro de 1973, Adriano foi surpreendido e morto a tiros por um franco-atirador, que fazia parte de uma patrulha do exército.
Ele estava procurando jabutis na mata para alimentar um grupo de oito guerrilheiros quando foi morto nessa emboscada. Decapitado por ordem do comandante do pelotão, sua cabeça foi transportada para Xambioá, como prova da morte do guerrilheiro no meio da selva. Seu corpo, no entanto, nunca foi encontrado.
Enterrado em local próximo, no meio da mata, como era comum a todos os guerrilheiros assassinados pela repressão, Adriano Fonseca Filho só foi reconhecido de forma oficial como morto pelo Governo Federal, em 30 de janeiro de 1996.

## Homenagens
Em homenagem a Adriano Fonseca Filho, foram batizadas com seu nome ruas nas cidades de São Paulo, Campinas, na Vila Esperança e em Belo Horizonte, no bairro de Braúnas.
Adriano Fonseca Filho faz parte de uma lista de 58 pessoas, mortas durante o período da ditadura civil-militar, que foram homenageadas em um monumento na cidade de Belo Horizonte. Entre 1964 e 1985, 85 mineiros morreram após sessões de tortura ou foram executadas antes de serem presos enquanto lutavam contra o regime militar. A obra visa homenagear aqueles que nasceram no estado. Fica localizada em frente à antiga sede do Dops (Delegacia de Segurança Pessoal e de Ordem Política e Social), na Avenida Alfonso Pena.
A mineira é apenas a primeira das capitais brasileiras a receber o monumento, cujos traços remetem à da bandeira nacional de forma vazada, traz os nomes dos mortos e também um espaço dedicado à colocação de flores para as vítimas. Foi idealizado pelo arquiteto gaúcho Tiago Balem e inaugurado em maio de 2013 pelo então Secretário Nacional de Justiça Paulo Abrão. Em seu discurso, disse que o monumento não apenas presta homenagem às pessoas que lutaram pela democracia, como também servem de exemplo para que os atos praticados no período da ditadura não voltem a ocorrer. Ainda falou sobre as opiniões que se referem à ditadura como positiva: "esse tipo de fala revela desconhecimento sobre o período”.